# باول توماس (موسيقي)
باول توماس (بالإنجليزية: Paul Thomas)‏ هو موسيقي أمريكي، ولد في 5 أكتوبر 1980 في والدورف في الولايات المتحدة.

## وصلات خارجية
- باول توماس على موقع IMDb (الإنجليزية)
- باول توماس على موقع ميوزك برينز (الإنجليزية)
- باول توماس على موقع إن إن دي بي (الإنجليزية)
- باول توماس على موقع أول ميوزيك (الإنجليزية)
- باول توماس على موقع ديسكوغز (الإنجليزية)
- باول توماس على موقع قاعدة بيانات الفيلم (الإنجليزية)